# Rotterdam Open 1992
Il Rotterdam Open 1992, conosciuto anche con il nome di ABN AMRO World Tennis Tournament 1992 è stato un torneo di tennis giocato sul cemento indoor. È stata la 19ª edizione del Rotterdam Open, facente parte della categoria ATP World Series nell'ambito dell'ATP Tour 1992. Si è giocato all'Ahoy Rotterdam indoor sporting arena di Rotterdam in Olanda Meridionale, dal 24 febbraio al 1º marzo 1992.

## Campioni

### Singolare
Boris Becker ha battuto in finale  Aleksandr Volkov con il punteggio di 7–6(9), 4–6, 6–2

### Doppio
Marc-Kevin Goellner /  David Prinosil hanno battuto in finale  Paul Haarhuis /  Mark Koevermans con il punteggio di 6–2, 6–7, 7–6